# Thoroughbred Coach Builders
Thoroughbred Coach Builders Inc., vorher Thoroughbred Cars und Thoroughbred Motorcars, war ein US-amerikanischer Hersteller von Automobilen.

## Unternehmensgeschichte
Das Unternehmen Thoroughbred Cars, später umbenannt in Thoroughbred Motorcars, wurde 1982 in Redmond im Bundesstaat Washington gegründet. Die Produktion von Automobilen begann. Der Markenname lautete Thoroughbred. Ab dem 25. Mai 1995 firmierte das Unternehmen als Thoroughbred Coach Builders Inc. mit Sitz in Mount Dora in Florida. Direktoren waren Gil und Shirley Longnecker. Die Produktion fand weiterhin in Redmond statt. 15 Mitarbeiter wurden beschäftigt. 2009 endete die Produktion. Auf der Internetseite des Unternehmens wurde am 6. Juni 2010 der Tod von Gil Longnecker sowie die Geschäftsaufgabe bekanntgegeben.

## Fahrzeuge
Im Angebot standen Nachbildungen von Fahrzeugen von Mercedes-Benz. Genannt sind die Modelle 540 K, 300 SL als Coupé mit Flügeltüren und 300 SLR. Ein Leiterrahmen bildete die Basis. Verschiedene Motoren von Chevrolet und Ford trieben die Fahrzeuge an.
Daneben gab es einen Pick-up im Stil von 1936.
Außerdem gab es eine Verbindung zum Briten Leonard Witton und dessen Modell Witton Tiger, woraus später die britische Automarke Merlin wurde.